# Bet (lettera)

La lettera fenicia bet

Bet beth, beh, o vet è la seconda lettera dell'alfabeto fenicio e di quello ebraico (ב‎). È inoltre la lettera di molti alfabeti semitici, tra cui l'aramaico, l'arabo (bāʾ ٮ̣‎) e il siriaco ܒ. Il suo valore fonetico è [ b ]. Segue la aleph e precede la gimel. Nella lingua fenicia, il suo significato era "casa" – riflesso anche nelle altre lingue semitiche (arabo bayt, accadico bītu, bētu, ebraico: bayiṯ, fenicio bt, ecc.; tutti derivanti dal protosemitico *bayt-), e sembra essere derivato da un pittogramma di una casa dell'età del bronzo per acrofonia. In ebraico nella forma base ha pronuncia V come in vento; se mostra un punto all'interno ha pronuncia B, come in buono.
La bet è la prima lettera della Torah, in quanto iniziale della parola בראשית (Bereshit, che significa per prima cosa). La spiegazione dell'uso della seconda lettera all'inizio della opera che rappresenta il primo fondamento della religione ebraica non è casuale: la prima lettera non compete all'uomo (e la Torah è stata scritta, se pure come azione meccanica, da un uomo, Mosè), ma a Dio, che è il Primo per antonomasia.
La lettera fenicia ha originato la beta greca, la B latina e il cirillico Б.

## Bet/Vetebraica
| Varianti ortografiche | Varianti ortografiche | Varianti ortografiche | Varianti ortografiche | Varianti ortografiche |
| Vari font tipografici | Vari font tipografici | Vari font tipografici | Corsivo ebraico       | Carattere Rashi       |
| Serif                 | Sans-serif            | Monospazio            | Corsivo ebraico       | Carattere Rashi       |
| --------------------- | --------------------- | --------------------- | --------------------- | --------------------- |
| ב                     | ב                     | ב                     |                       |                       |

Ortografia ebraica compitata: בֵּית‎
Questa lettera ebraica rappresenta due fonemi differenti: un suono "b" (/b/) (bet) e un suono "v" (/v/) (vet). I due si distinguono dal punto (chiamato dagesh) al centro della lettera con suono /b/ e non per quello con suono /v/.
Questa lettera è chiamata bet e vet, secondo la moderna pronuncia ebraica israeliana, bet e vet (/bɛjt/), in Israele e dalla maggioranza degli ebrei fluenti in ebraico, sebbene alcuni aschenaziti la pronuncino beis e veis (/bejs/). Viene inoltre chiamata beth, secondo la pronuncia ebraica tiberiense, nei circoli accademici.
In ebraico moderno la frequenza d'uso di bet, tra tutte le lettere, è del 4,98%.

### Variazioni
| Nome | Simbolo | IPA | Traslitterazione                       | Esempio |
| ---- | ------- | --- | -------------------------------------- | ------- |
| Vet  | ב       | /v/ | v (in traslitterazione scientifica: ḇ) | voto    |
| Bet  | בּ       | /b/ | b                                      | barca   |

#### Betcon punto
Quando la bet ha un "punto" al suo centro, noto come dagesh, allora rappresenta la /b/. Esistono varie regole nella grammatica ebraica che stipulano quando e perché venga usata un punto dagesh.

#### Betsenza punto (Vet)
Quando questa lettera appare come ב senza il punto dagesh ("punto") al suo centro, allora rappresenta una fricativa labiodentale sonora: /v/.

### Significato
Nella ghematria, bet rappresenta il numero 2 (due).
Come prefisso, la lettera bet può servire da preposizione con il significato di "in", "a", o "con".
Bet è la prima lettera della Torah. Poiché bet rappresenta il numero 2 nella ghematria, si afferma che ciò simbolizzi che ci siano due parti nella Torah: la "Torah Scritta" e la "Torah Orale".
La lettera alla base presenta una parte oltre la linea verticale come se "dicesse": vengo dal/da un luogo.
Rashi sostiene che la lettera è chiusa da tre lati e aperta su un lato: ciò accade per insegnare che si può chiedere quello che sia accaduto dopo la Creazione, ma non quello che accadde prima, o quello che avvenga nell'alto dei cieli o in basso sulla Terra
La Torah scritta inizia con tale lettera, anche iniziale della parola ebraica berakhah, "benedizione".

## Matematica
Nella teoria degli insiemi il "numero beth" viene utilizzato per indicare una particolare successione di numeri cardinali..

## Codifica Unicode per lettera e corrispondente simbolo matematico
Nella codifica Unicode, in corrispondenza della lettera ebraica bet, è presente anche un carattere che identifica il simbolo utilizzato in matematica, associato alla stessa lettera ma distinto dal carattere che identifica la lettera:
| Carattere | Tipologia            | Unicode esadecimale | Unicode decimale | HTML | TeX   |
| ב         | Bet, lettera ebraica | &#x5D1;             | &#1489;          |      |       |
| ℶ         | Bet, simbolo         | &#x2136;            | &#8502;          |      | \beth |
| --------- | -------------------- | ------------------- | ---------------- | ---- | ----- |

La differenza tra i due caratteri è che, utilizzando un word processor, il simbolo non provoca l'inversione del senso di scrittura, che rimane quello da sinistra verso destra.
Ciò accade per tutte le prime quattro lettere dell'alfabeto ebraico (vedere anche ảleph, gimel, daleth).

## Altri nomi
- Vet
- Beth
- Bé